# Faro Punta Conscriptos
El Faro Punta Conscriptos es un faro no habitado de la Armada Argentina que se encuentra en la ubicación 42°53′00″S 64°42′00″O / -42.88333, -64.70000 en el extremo sur del Golfo Nuevo, al sur de la ciudad de Puerto Madryn, Departamento Rawson, en la Provincia del Chubut, Patagonia Argentina.
El faro fue librado al servicio en diciembre de 1929. La estructura actual del faro es una torre troncopiramidal de hierro color negro, de 10 metros de altura, alimentado por gas acetileno en sus orígenes, lo que le daba un alcance luminoso de 15,3 millas. El 27 de marzo de 1986 se reemplazó la alimentación por energía solar fotovoltaica, instalándose paneles solares y baterías, elementos que le otorgan un alcance luminoso de 10,5 millas náuticas.